# Riva Ligure
Riva Ligure es una localidad y comune italiana de la provincia de Imperia, región de Liguria, con 2.922 habitantes.

## Evolución demográfica
| Gráfica de evolución demográfica de Riva Ligure entre 1861 y 2001 |
|                                                                   |
| Fuente ISTAT - elaboración gráfica de Wikipedia                   |